# يو إف سي 111
يوإف هو حدث لفنون القتال المختلطة نظمته يو إف سي، أُقيم في 27 مارس 2010، على مركز الحصافة في نيوآرك، نيو جيرسي، الولايات المتحدة.